# Remo Lauricella
Remo Lauricella (Londres (Regne Unit), 1912 - Idem. 19 de gener de 2003) va ser un compositor i violinista de concert britànic.
El pare de Remo Lauricella procedia de Catània a Sicília. Luigi el pare de Lauricella, era un sastre d'èxit amb una clientela de moda, li va donar les seves primeres lliçons de violí. Va obtenir una beca al Royal College of Music de Londres. Remo es va fer amic de Benjamin Britten, que era un company d'estudis de composició junt amb John Ireland. Posteriorment va estudiar als conservatoris de Siena i Santiago de Compostel·la.
Gran part de la seva carrera la va dedicar com a primer violinista de la Orquestra Filharmònica de Londres, encara que també va tocar música de cambra en moltes de les sales de música importants del món. Benjamin Britten va escriure un Fantasy Scherzo per a trio de piano, retitulat "Introduction and Allegro" (inèdit) dedicat a Remo Lauricella i Bernard Richards. Va ser interpretada per primera vegada el 22 de novembre de 1986 per Marcia Crayford (violí), Christopher Van Kampen i Ian Brown (piano) (germà de la famosa violinista Iona Brown) al Wigmore Hall.
Lauricella va morir a Londres. A la seva mort, el seu antic violí Vesuvio Stradivarius (ex Antoni Brosa), fabricat per Antonio Stradivari el 1727 i que abans era propietat de Jan Hambourg i Antoni Brosa, va ser deixat a la ciutat italiana de Cremona. Cremona és per tant el bressol de Stradivari com el lloc on es va crear el Vesuvi. Lauricella era propietàri del Vesuvi des de 1968.

## Treballs
- African Interlude, per a violí i piano (dedicat a Jascha Heifetz)
- Danza siciliana per a violí i piano